# Аријел 1
Аријел 1 (познат и као УК-1 и С-55), био је први британски сателит, и први сателит у програму Аријел. Лансиран је 26. априла 1962. године, што је учинило Велику Британију трећом земљом на листи у свету која је лансирала вештачки сателит, одмах после Совјетског Савеза и САД. Сателит је конструисала НАСА, по договору који је резултат политичке дискусије током 1959. и 1960. године.

## Развој
Године 1959, Савез научника и инжењера преложила је НАСА-и унапређење Аријела 1, пропраћено понудом Америке на састанку истраживача другим државама да учествују у развоју и лансирању овог свемирског објекта. 
Конструкција сателита је започета у Свемирском центру летења (СЦЛ). СЦЛ је омогућио експерименте, водио операције, и касније анализирао и интерпретирао резултате. Изведено је 6 експеримената над сателитом. Пет експреримената су изучавала однос између два типа соларне радијације и промена у Земљиној јоносфери. Та истраживања су користила и помогла даљем развоју овог програма.

## Лансирање, операција, орбита
Аријел 1 је лансиран на америчкој ракети Тор-Делта на Кејп Карневал ваздухопловној станици, 26. априла 1962. године у 18:00:16. Аријел 1 је један од неколико сателита ненамерно уништених или оштећених током висинске нуклеарне пробе 9. јула 1962. године. Избачен је из орбите 24. априла 1976. године.